# Фундированное множество
Фундированное множество — частично упорядоченное множество {\displaystyle \langle M,R\rangle }, у которого любое непустое подмножество {\displaystyle S\subseteq M} имеет минимальный элемент. Под минимальным элементом в {\displaystyle S} здесь понимается {\displaystyle m\in S}, такой, что для любого {\displaystyle x\in S} из {\displaystyle x\,R\,m} следует {\displaystyle x=m}. В математике фундированное множество также известно как полная полурешётка.
(Некоторые авторы[какие?] дополнительно требуют, чтобы отношение R было связным.)
Эквивалентное определение при условии использования аксиомы выбора состоит в том, что множество M с отношением R является фундированным тогда и только тогда, когда оно удовлетворяет условию обрыва убывающих цепей, то есть не существует бесконечной последовательности x0, x1, x2, … элементов из M такой, что xn+1 R xn для любого индекса n.

## Примеры
Примеры фундированных множеств без полного порядка.
- Множество целых чисел с частичным порядком a < b тогда и только тогда, когда a делит b и a ≠ b
- Множество всех конечных строк на конечном алфавите с частичным порядком s < t тогда и только тогда, когда s строго включается как подстрока в t

## Принцип трансфинитной индукции
Пусть {\displaystyle \langle M,R\rangle } — фундированное множество и {\displaystyle S\subseteq M}. Тогда если для любого {\displaystyle m\in M} из включения {\displaystyle \{s\in M:s\,R\,m,s\not =m\}\subseteq S} следует {\displaystyle m\in S}, то {\displaystyle M} совпадает с {\displaystyle S}.

## Нётерова индукция
Нётерова индукция — это обобщение трансфинитной индукции, которое заключается в следующем.
Пусть {\displaystyle \langle X,R\rangle } — фундированное множество, {\displaystyle P(x)} — некоторое утверждение об элементах множества {\displaystyle X}, и пусть мы хотим показать, что {\displaystyle P(x)} верно для всех {\displaystyle x\in X}. Для этого достаточно показать, что если {\displaystyle x\in X}, и {\displaystyle P(y)} верно для всех таких {\displaystyle y\in X}, что {\displaystyle y\,R\,x}, то {\displaystyle P(x)} также верно.
Другими словами {\displaystyle \forall x\in X\,((\forall y\in X\,(y\,R\,x\to P(y)))\to P(x))\to \forall x\in X\,(P(x)).}